# 怀俄明大学
怀俄明大学（英語：University of Wyoming，简称UW）是美国的一所州立大学，位于美国西部怀俄明州的拉勒米市，是该州唯一一所提供四年制本科教育以及研究生教育的高等院校，也是该州唯一一所研究型大学。学校科研经费充足，2017年度获捐赠额度达到5亿美元。怀俄明大学是美国高校之中海拔最高者（7200英尺，约合2195公尺）。

## 历史
怀俄明大学建校于1886年，先于怀俄明地区建州及加入联邦的时间。为倡导“平等”这一理念，首批学生与教师中均包含女性，这在美国高校之中是少见的。服务于人烟稀少的怀俄明地区的怀大在建校之初仅仅拥有几幢建筑，坐落于联合太平洋铁路车站以东约一英里处。到上世纪五十年代，学校的主体建筑群基本形成。目前，怀俄明大学已扩展到整个拉勒米市区的东部，与居民区和树林区交织相连，成为这座西部铁路小城镇成长发展的一个标志。

## 校园
怀俄明大学主校区所在的拉勒米是一座典型的大学城，风景如画，地处安静，惟冬季气候较为寒冷。学校距离怀俄明州州府夏延市约有四十五分钟的车程，距美国山地最大城市丹佛则约有两个小时。此外，怀俄明大学还通过校园延伸项目在州内设置了9个区域中心，与当地社区学院合作或者以远程教育的形式向州内居民提供学位。

### 柯伊图书馆
怀俄明大学早期的图书馆没有独立的建筑，先后曾处于主楼和Aven Nelson Memorial Building之内。1954年，美国金融家及慈善家威廉·罗伯逊·柯伊向学校捐赠了75万美元，随后州政府也拨款相同数额，作为柯伊图书馆的启动资金。此后几十年间柯伊图书馆进行了数次翻新，最近一次是在2009年，学校斥资5千万美元扩大图书馆的面积，并增加了若干小组讨论室，电脑终端和艺术作品。

### 博物馆
怀俄明大学拥有数个收藏独特展品的博物馆，均向公众开放。成立于1945年的美国遗产中心是美国密西西比河以西最大的非政府档案馆之一，收藏有70000立方英尺（2000立方米）的文物和手稿。该机构在数字化历史文献这一领域处于领先地位。同时，美国遗产中心下属的Toppan Library还藏有55,000册稀有图书。
地质博物馆展出动物化石和矿石标本，以从怀俄明州内发掘出的为主。著名地质学家Wilbur Knight之子S.H. Knight为展馆提供了数量相当的展品，其中包含许多恐龙主题的化石或仿制品。博物馆内最有名的展品之一是一件异特龙的骨架，曾出现在BBC的纪录片《异特龙之谜》镜头下。美国国家地理、CNN等媒体都报导过怀大地质博物馆。

### 学生住宿
学校共建有六幢学生宿舍楼和三处学生公寓。学生宿舍区与怀大主要食堂Washakie Dining Center毗邻，宿舍楼中除了Crane Hall之外主要接纳对象为大一新生。三处学生公寓（Landmark, River Village和Spanish Walk）均在学校的东端，有班车往返于公寓和教学区。第四处学生公寓Bison Run已于2012年竣工并投入使用。

### 院长广场
院长广场（Prexy’s Pasture）是一片广阔的草地，为教学楼和各院系的办公楼所环绕，被视为学校教学区的核心地带。由怀大教授罗伯特·拉辛于1983年雕刻的著名雕塑“怀俄明大学之家”竖立在广场中心。

## 排名
在美國新聞和世界報導的2024年美国大学排名中，怀俄明大学被归为全美國國家級大学，排名第220名。

## 学术
怀俄明大学目前共有13000余名在校学生，大约有百分之五为国际学生，来自于70多个国家和地区。学校提供190多个专业学位，包括89个学士学位，77个硕士学位和33个博士学位。怀俄明大学拥有优良的师资力量和较高的师生比（1:14）。在America’s Best College Buys的评比中怀大排名第5。地质、石油工程、农学和商科等专业属于怀俄明大学的强势学科。
怀俄明大学共设置7个学院，分别为：
- 农业与自然资源学院 （页面存档备份，存于）
- 文理学院 （页面存档备份，存于）
- 商学院 （页面存档备份，存于）
- 教育学院 （页面存档备份，存于）
- 工程与应用科学学院 （页面存档备份，存于）
- 卫生科学学院 （页面存档备份，存于）
- 法学院 （页面存档备份，存于）

## 体育
怀俄明大学校队的名称是“牛仔和女牛仔”，是美国全国大学体育协会的一级会员，属于山西联盟赛区。校队的官方队歌是“牛仔乔之歌”。怀大参与的男子比赛项目包括篮球、越野、美式足球、高尔夫、游泳与跳水、室内田径、室外田径和摔跤等8项；女子比赛项目则包括篮球、越野、高尔夫、足球、游泳与跳水、网球、室内田径、室外田径和排球等9项。

## 知名校友
- 迪克·切尼：美国前副总统
- 愛德華茲·戴明：管理学，统计学家
- 戴維·弗賴登塔爾：怀俄明州前任州长
- 馬特·米德：怀俄明州现任州长
- 辛西婭·拉米斯：怀俄明州参议员
- 乔治·C·弗利森（英语：George Carr Frison）：考古学家
- 约翰·A·李斯特（英语：John A. List）：经济学家芝加哥大学教授
- 马兰·斯卡利（英语：Marlan Scully）：量子光学专家
- 罗伯特·魏默[永久]：地质学家
- 塞缪尔·C·菲利普斯（英语：Samuel C. Phillips）：阿波罗号载人登月计划负责人
- 汤姆·奥斯伯恩：最早的手持式计算器发明者
- 杰里·巴斯：洛杉矶湖人队所有人
- 陶德·斯基纳（英语：Todd Skinner）：著名攀岩者